# کنستانتین واسیلیف
کنستانتین واسیلیف (استونیایی: Konstantin Vassiljev؛ زادهٔ ۱۶ اوت ۱۹۸۴) بازیکن فوتبال اهل استونی است.
از باشگاه‌هایی که در آن بازی کرده‌است می‌توان به باشگاه فوتبال کوپر، باشگاه فوتبال لوادیا تالین، باشگاه فوتبال آمکار پرم، و باشگاه فوتبال یاگلونیا بیاویستوک اشاره کرد.
وی همچنین در تیم‌های ملی فوتبال زیر ۲۱ سال استونی و استونی بازی کرده‌است.